# Старая Толба
Старая Толба — деревня в Кольчугинском районе Владимирской области России, входит в состав Есиплевского сельского поселения.

## География
Деревня расположена в 11 км на юго-восток от центра поселения села Есиплево и в 23 км на восток от райцентра города Кольчугино.

## История
В XIX — начале XX века деревня входила в состав Есиплевской волости Юрьевского уезда, с 1925 года — в составе Кольчугинской волости Александровского уезда. В 1859 году в деревне числилось 44 двора, в 1905 году — 70 дворов, в 1926 году — 86 дворов.
С 1929 года деревня входила в состав Борисцевского сельсовета Кольчугинского района, с 1940 года — в составе Новобусинского сельсовета, с 2005 года — в составе Есиплевского сельского поселения.

## Население
| 1859 | 1905 | 1926 | 2002 | 2010 | 2021 |
| ---- | ---- | ---- | ---- | ---- | ---- |
| 316  | ↗422 | ↘390 | ↘13  | ↘8   | ↗24  |